# Píla (okres Pezinok)
Píla je obec na Slovensku v okrese Pezinok. Rozkládá se po stranách silnice vedoucí z Časté do Píly v délce asi 2 km. Píla se nachází na jihojihovýchodním okraji Chráněné krajinné oblasti Malé Karpaty. Žije zde 347 obyvatel.

## Historie
Obec se původně jmenovala Nová Ves pod hradem Červený Kameň a první písemná zmínka o ní pochází z roku 1602. Osada vznikla v první polovině 16. století kolem pily, která patřila panstvu z nedalekého hradu Červený Kameň, rodu Fuggerů. Tato vodní pila a příbytky pro její zaměstnance se tak staly základem dnešní vesnice. Zpracovávalo se tu především jedlové dřevo.

V druhé polovině 17. století se nedaleko obce nacházela pálffyovská papírna, jež dodávala papír i pro tiskárnu Trnavské univerzity. Po roce 1722 zde fungovala i pálffyovská soukenická manufaktura, jež dodávala sukno pro armádu. V období 1794–1801 dodávala své výrobky i do sousedního Rakouska i na Moravu. Byla zde i dílna na výrobu měděných kotlů a několik mlýnů. Po 2. světové válce však byly tyto podniky zrušeny.

## Pamětihodnosti

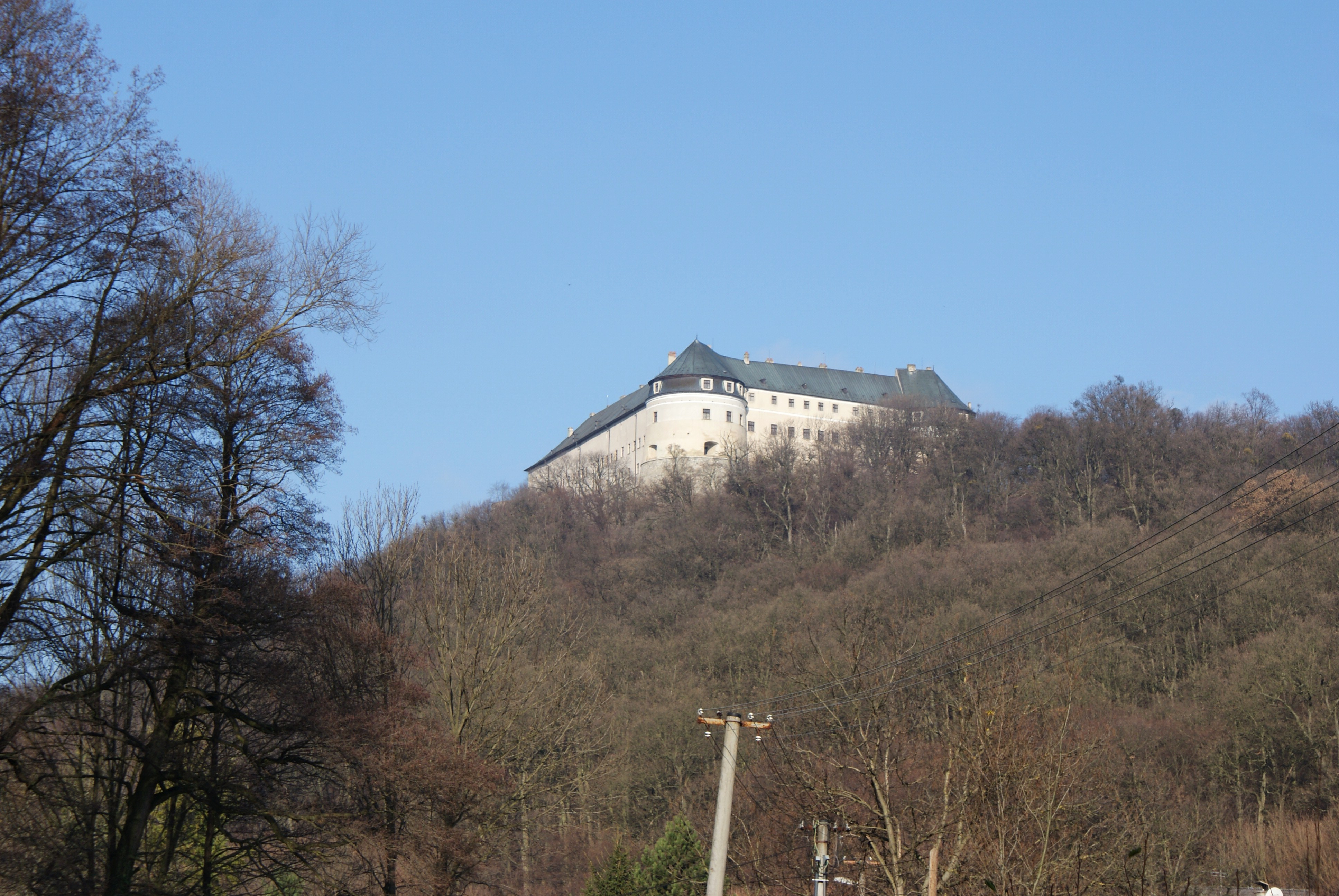
hrad Červený Kameň z pohledu z vesnice Píla

Uprostřed obce stojí kostelík zasvěcený Navštívení Panny Marie. Nachází se na místě původního kostela postaveného někdy koncem 17. století. Dnešní kostelík pochází z roku 1822, kdy byl též vysvěcen. Kostel je polygonálně uzavřený se zaklenutou valenou klenbou. Ve štítu má menší jehlanovitou věž.
Nad obcí se vypíná hrad Červený Kameň.